# Линицкий, Николай Петрович
Николай Петрович Линицкий (1777; Лебединский уезд, Слободско-Украинская губерния, Российская империя — ? (после 1816)) — майор, участник Наполеоновских войн и Отечественной войны 1812 года.

## Начало карьеры
Родился в 1777 году, происходил из дворян Слободско-Украинской губернии (Слобожанщины).
На службу поступил унтер-офицером в Астраханский гренадерский полк, в 1797 году перешел кавалергардом в Кавалергардские эскадроны, а по упразднении последних в следующем году, перешел унтер-офицером в лейб-Гусарский полк. В 1801 году Линицкий был переведен корнетом в Павлоградский гусарский полк, в 1803 году был произведен в поручики, в 1807 году в штаб-ротмистры и в 1813 году в ротмистры.

## Участие в Наполеоновских войнах
Линицкий участвовал в походах Войны третьей коалиции. Участвовал во многих сражениях и боях 1805 года, в частности при Энсе (2 октября), в сражении при Амштетене (24 октября), при С.-Пельтене (27 октября), в бое при Холлабрунне (4 ноября), при Шлапанице (5 ноября), при Раузнице (8 ноября), в бое при Вишау (16 ноября) и в битве под Аустерлицем.
Во время следующей, Войны четвёртой коалиции, участвовал в следующих боях и битвах 1806 года: в битве при Голымине, при Макове, при «Новой Веси».
В 1807 году Линицкий принял участие в битве при Прейсиш-Эйлау, сражении Ортельсбурге, сражениях при Гуттштадте и при Гейльсберге.
Во время Отечественной войны 1812 года Линицкий участвовал в сражениях при Кобрине, при Сегневичах, Вижеве, Ковеле, Слониме, Стахове, Бриле и в преследовании наполеоновской армии до Вильны.
Принял участие в заграничном походе 1813 года — в том числе в «Битве народов» под Лейпцигом, в боях при Таухе, Истербоке, Фликове, Гельгаузене, где был ранен пулею в ногу, и в бою под Ханау, где также был тяжело ранен в бок.
Полученные раны не позволили офицеру продолжить службу, и он 16 марта 1816 года вышел в отставку в чине майора. За всё время службы ни разу не был в отпуске.

## Награды
- Орден Святого Владимира 4 степени.
- Два ордена Святой Анны 3 степени.
- Высочайшее благоволение (1806, 1812, 1813 год)[1].